# 1551년

## 연호
- 명(明) 가정(嘉靖) 30년
- 일본(日本) 덴분(天文) 20년
- 후 레 왕조(後黎朝) 투언빈(順平) 3년
- 막 왕조(莫朝) 까인릭(景曆) 4년

## 기년
- 류큐(琉球) 쇼세이왕(尚清王) 25년
- 명(明) 세종 가정제(世宗 嘉靖帝) 30년
- 조선(朝鮮) 명종(明宗) 6년
- 후 레 왕조(後黎朝) 중종(中宗) 3년
- 막 왕조(莫朝) 선종(宣宗) 5년

## 탄생
- 7월 11일 - 성종과 정현왕후의 증손자, 중종과 문정왕후의 손자, 명종과 인순왕후의 아들 순회세자. (~1563년)

### 미상
- 조선의 무관 배설. (~1599년)

## 사망
- 6월 20일 - 조선 중기의 문인, 유학자, 화가, 작가, 시인 신사임당. (1504년~)